# San Victor (Argentine)
Pour les articles homonymes, voir San Victor.
San Victor est une localité rurale argentine située dans le département de San José de Feliciano et dans la province d'Entre Ríos.

## Histoire
La population de la localité, c'est-à-dire à l'exclusion de la zone rurale, était de 174 habitants en 1991 et de 211 en 2001. La population de la juridiction de la commission gouvernementale était de 734 habitants en 2001.
Les limites juridictionnelles du conseil de direction ont été établies par le décret no 2429/2001 MGJ du 16 juillet 2001, coïncidant avec celles du district de Manantiales. Ils sont soutenus par les ruisseaux Mulas del Paraíso, Masas, Chilcalito, Feliciano et San Víctor, et l'ejido de San José de Feliciano. Le conseil d'administration a été élevé à la 2e catégorie par le décret no 3051/2001 MGJ du 27 août 2001.
La branche San Jaime-La Paz du chemin de fer General Urquiza a traversé le territoire juridictionnel du conseil de gouvernement de San Victor de 1934 jusqu'à sa suppression en 1969. Il avait les stations Palo a Pique et San Víctor.

## Économie
Cet endroit est caractérisé par des activités économiques de bovins et d'ovins, la culture du maïs, du soja, du riz, etc. Il dispose d'un président du conseil de village élu par la population.